# SAP R/3
是德國SAP公司开发的企業資源規劃（Enterprise Resource Planning）软件。
中的指的是实时数据處理（realtime data processing），而3表示组成系统的三层架构。

## 概要
继面向特定用户的System R和大型机的R/2之后，SAP使用开源技术，服务器/客户端架构开发了新一代的ERP系统R/3。
SAP R/3 Enterprise为R/3系列的最后一个版本。SAP后来又推出S/4HANA系统来提供后续的新功能。在SAP ERP领域，传统的R/3部分被称为ECC。
随着分布式客户端/服务器架构的出现，SAP推出了名为SAP R/3的软件的客户端/服务器版本。
R/3中的3指的是下述3层架构
1. 数据库
2. 应用服务器
3. 客户端（SAPGUI）

此新架构与多个平台和操作系统（如Microsoft Windows或UNIX）兼容，为SAP开拓了全新的客户群体。

## 模块
SAP R/3包括多个模块
- FI - Financial Accounting（财务会计）
- CO - Controlling Accouting（财务控制）
- MM - Material Management（物料管理，含采购和库存管理）
- PP - Production Planning（生产管理）
- SD - Sales Distribution（销售、分销）
- PS - Project System（项目管理）
- PM - Plant Maintenance（工厂维护）
- CS - Customer Service（客户服务管理）

各个模块对应不同的业务，比如财务、生产、销售等，但同时各个模块相互集成。